# Achryson surinamum
Achryson surinamum is een keversoort uit de familie van de boktorren (Cerambycidae). De wetenschappelijke naam is gepubliceerd in 1767 door Linnaeus.